# Szent Virgil
Salzburgi Szent Virgil (Írország, 700 körül – Salzburg, 784. november 27.) neves kora középkori tudós volt, a salzburgi érsekség szent püspöke és a Szent Péter-kolostor apátja. Az első salzburgi püspök, Szent Rupert utóda és tisztelője volt.

## Munkái

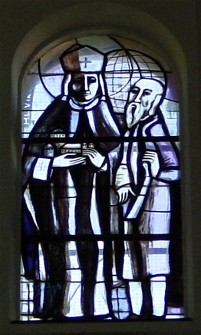
Martin Häusle által tervezett ólomüveg ablakok a Liesing-i plébániatemplomban

Számos művet hozott létre, azonban ezek nagy része halála után eltűnt.
Egyes feltételezések szerint Jeromos (Hieronimus), ill. Aethicus álnév alatt ő írta a Kozmográfiát, amelynek egyik oldalán Vékony Gábor régész-történész szerint a Kárpát-medencei rovás ábécéjének lejegyzése található, ezt Aethicus ábécéje néven ismeri a szakirodalom.

## Szakirodalom
- Heinrich Dopsch, Roswitha Juffinger (Hrsg.): Virgil von Salzburg, Missionar und Gelehrter. Beiträge des Internationalen Symposiums vom 21.–24. September 1984 in der Salzburger Residenz. Salzburger Landesregierung, Salzburg 1985.
- Heinz Dopsch: Virgil(ius) von Salzburg. In: Bruno Steimer (Hrsg.): Lexikon der Heiligen und der Heiligenverehrung. 3. Personenteil: R – Z. Herder, Freiburg (Breisgau) 2003, ISBN 3-451-28193-7.
- Thomas Forstner: Der heilige Virgil. In: Peter Pfister (Hrsg.): Ihr Freunde Gottes allzugleich. Heilige und Selige im Erzbistum München und Freising. Erzbischof Friedrich Kardinal Wetter zum 75. Geburtstag. Don Bosco-Verlag, München 2003, ISBN 3-7698-1405-3.
- Franz Pagitz: Virgil als Bauherr der Salzburger Dome. In: Mitteilungen der Gesellschaft für Salzburger Landeskunde. 109, 1969, ISSN 0435-8279, S. 15–40.